# Sophronica calceata
Sophronica calceata är en skalbaggsart som beskrevs av Louis Alexandre Auguste Chevrolat 1855. Sophronica calceata ingår i släktet Sophronica och familjen långhorningar.
Artens utbredningsområde är:
- Angola.
- Moçambique.
- Sierra Leone.
- Togo.

Inga underarter finns listade i Catalogue of Life.